# Pantala flavescens
Pantala flavescens — один з найбільш поширених по Земній кулі вид різнокрилих бабок, який належить до родини Libellulidae.

## Опис
Велика бабка, довжина тіла складає 4,4-5,1 см, розмах крил — 7,7-9,1 см. Основне тло тіла руде. Обличчя голови в самця руде, в самиці жовте. Груди брунатно-руді, їхні боки зеленуватожовті. Крила прозорі, кінці димчастобурштинові, птеростигма помаранчовожовта. На кожному членику черевця згори наявна чорна якореподібна пляма.

## Спосіб життя

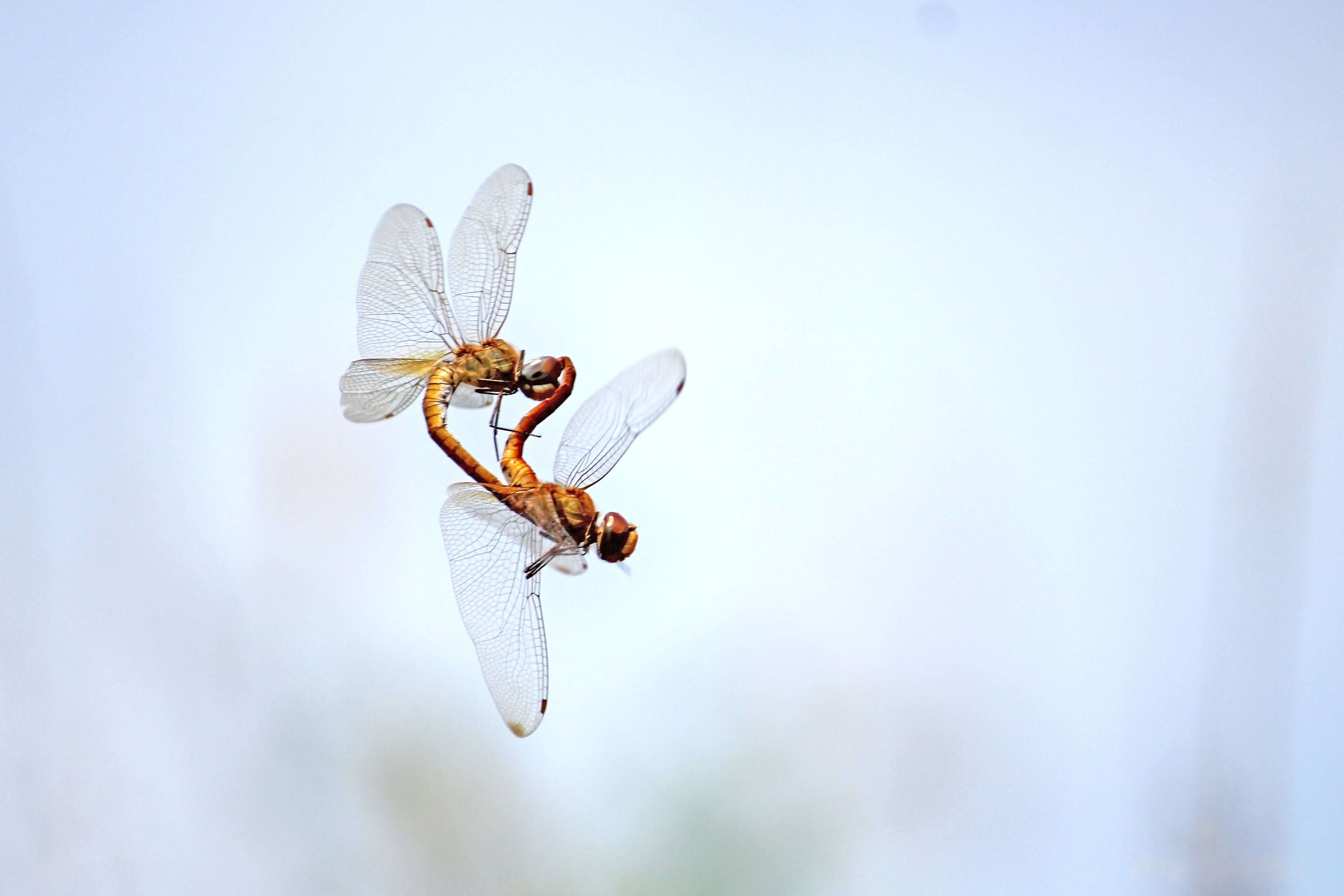
Парування бабок (Індія)

Бабок можна зустріти сидячими вертикально на стеблах трав'янистих рослин чи парканах. Їх часто приваблюють блискучі поверхні, на кшталт дахів автомобілів чи критих стоянок.

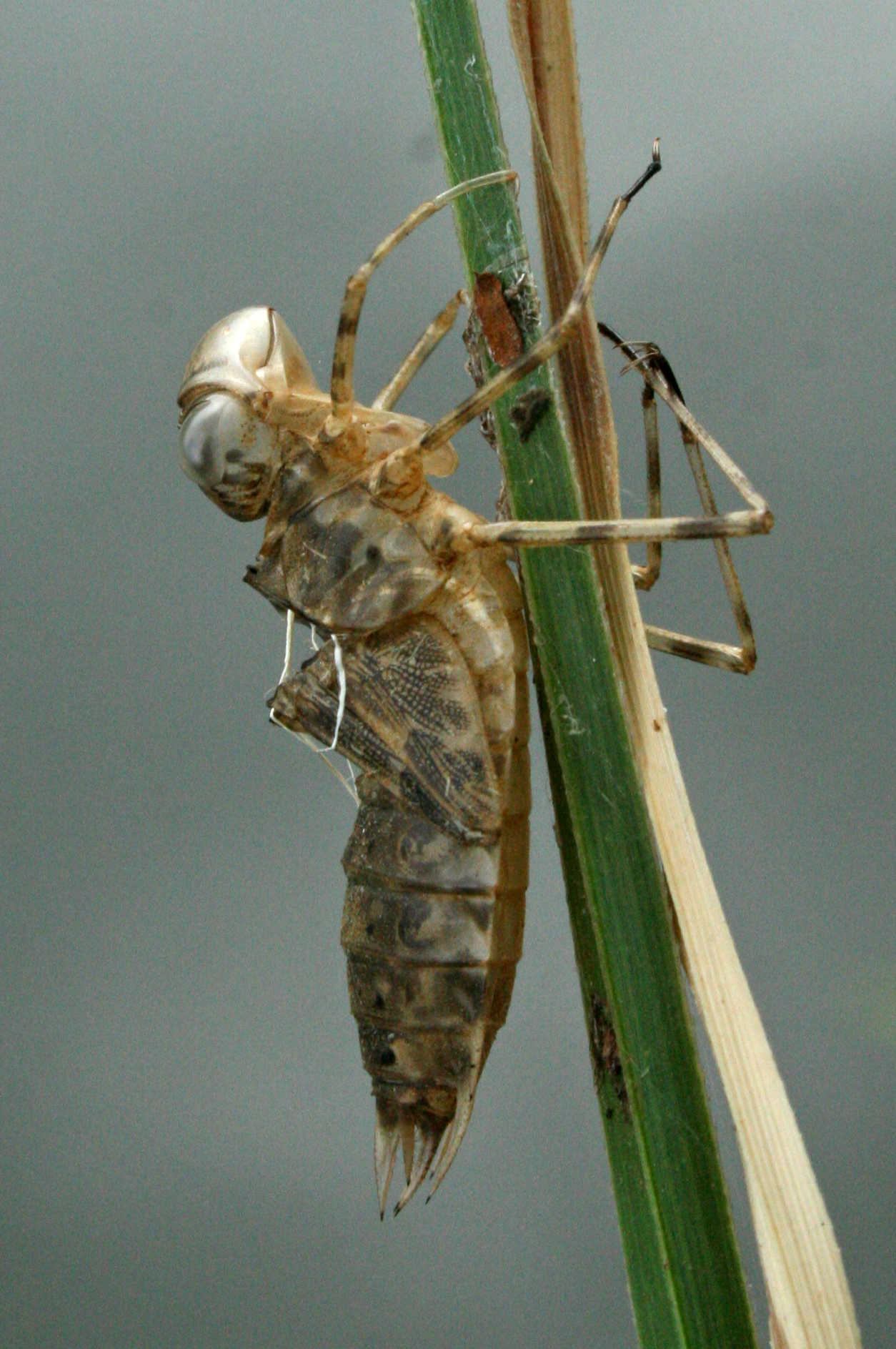
Екзувій личинки бабки після виходу імаго (Індія)

Мешкають як у помірному, так і в тропічному кліматі. У тропіках трапляються цілий рік. У помірній зоні Північної Америки, зокрема в Канаді, наприкінці літа мігрують на південь, іноді великими зграями. Самиці відкладають яйця в невеликі ставки чи навіть калюжі. Дорослі бабки полюють на летючих комах, іноді групами по кілька десятків особин.

## Таксономія
Цей вид разом з Pantala hymenaea — єдині представники роду Pantala, підродини Pantalinae. Уперше (в 1798 році) вид описав данський ентомолог Фабрицій.

## Ареал
Pantala flavescens розглядають як найпоширеніший вид бабок на планеті. Він відсутній лише в Європі та Антарктиді, поширений у Африці, Азії, Північній і Південній Америці. У Північній Америці на північ заходить до Аляски та Нової Скотії.